# Ramsåsa
Ramsåsa är en småort i Tomelilla kommun och kyrkby i Ramsåsa socken i Skåne.
Ramsåsa kyrka ligger här.